# Timothy Joseph Harrington
Timothy Joseph Harrington (* 19. Dezember 1918 in Holyoke, Massachusetts, Vereinigte Staaten; † 23. März 1997) war ein US-amerikanischer Geistlicher und römisch-katholischer Bischof von Worcester.

## Leben
Timothy Joseph Harrington empfing am 19. Januar 1946 die Priesterweihe für das Bistum Springfield. 
Papst Paul VI. ernannte ihn am 2. April 1968 zum Titularbischof von Rusuca und zum Weihbischof in Worcester. Der Bischof von Worcester, Bernard Joseph Flanagan, spendete ihm am 2. Juli desselben Jahres die Bischofsweihe; Mitkonsekratoren waren der Bischof von Pittsburgh, John Joseph Wright, und der Bischof von Springfield, Christopher Joseph Weldon.
Am 1. September 1983 ernannte ihn Papst Johannes Paul II. zum Bischof von Worcester. Die Amtseinführung fand am 13. Oktober desselben Jahres statt.
Am 27. Oktober 1994 nahm Johannes Paul II. sein altersbedingtes Rücktrittsgesuch an.